# اچ‌ام‌اس وستال (۱۷۵۷)
اچ‌ام‌اس وستال (۱۷۵۷) (به انگلیسی: HMS Vestal (1757)) یک کشتی بود که طول آن ۱۲۴ فوت ۴ اینچ (۳۷٫۹۰ متر) بود. این کشتی در سال ۱۷۵۷ ساخته شد.